# Уражцев, Виталий Георгиевич
Виталий Георгиевич Уражцев (10 октября 1944—16 февраля 2000) — подполковник Вооруженных Сил СССР, народный депутат Российской Федерации, член Комитета Верховного Совета РФ по международным делам и внешнеэкономическим связям (1990—1993).

## Биография
Родился в семье военнослужащего Георгия Ивановича (4.09.1918—2003) и его жены Веры Петровны Уражцевых (3.08.1921—3.11.1999) в поселке Красная Речка (ныне микрорайон г. Хабаровска). В 1967 году выпускник Рязанского высшего воздушно-десантного училища. Заочно окончил факультет журналистики МГУ им. Ломоносова, а в 1978 году также заочно — Военно-политическую академию им. Ленина.
- 1967—1970 — командир парашютно-десантного взвода, замполит парашютно-десантной роты, освобожденный секретарь полкового комитета ВЛКСМ Тульского парашютно-десантного полка.
- 1970—1973 — офицер Штаба Воздушно-десантных войск,
- 1973—1979 — офицер Главного Политического управления Советской Армии и Военно-Морского флота СССР,
- 1979—1981 — заместитель начальника политотдела танковой дивизии в Польше.
- 1981—1989 — преподаватель философии, затем старший преподаватель в Московском Высшем общевойсковом командном училище имени Верховного Совета РСФСР.

В сентябре 1988 года его выдвинули в депутаты Моссовета курсанты училища, где он преподавал. Однако начальство хотел видеть депутатом бывшего командующего войсками Московского Военного округа заместителя министра обороны генерала В. М. Архипова. Возник скандал, на курсантов надавили, и они отменили выдвижение. Но Уражцев не счёл нужным уступать, и его принудили уйти с работы. Уражцев агитировал за демократизацию армии и проведение военной реформы, и в феврале 1989 года Политическое управление Московского военного округа исключило Уражцева из рядов компартии «за демагогические высказывания в адрес Вооруженных сил СССР».
В декабре 1988 года выступил с идеей организации Союза социальной защиты военнослужащих (ССЗВ), создал и затем стал во главе инициативной группы ССЗВ. 29 марта 1989 года состоялось первое организационное собрание в редакции «Московского комсомольца». Был создан Союз социальной защиты военнослужащих, военнообязанных и членов их семей «Щит» и сформирован Координационный совет ССЗВ «Щит». В октябре 1989 года проведён Учредительный съезд ССЗВ «Щит» и на нём Уражцев избран одним из трёх (кроме него — Михаил Тимохов и Николай Крающенко). Осенью 1990 года произощел раскол союза «Щит», в частности В. С. Смирнов заявил, что Уражцев создает «военно-политическую партию». Виталий Уражцев осуществил чистку Союза «Щит», включая двух сопредседателей, и 15—16 декабря 1990 года на II съезде Союза «Щит» был вновь избран председателем этой организации, на этот раз единственным. 4 апреля 1992 года на IV съезде «Щита» произошёл очередной раскол организации, Уражцев со своими сторонниками покинул съезд, объявив его недействительным, под руководством председателя московского «Щита» майора Николая Московченко и ещё двух сопредседателей В. Турчина и И. Бычкова оставшиеся приняли новую редакцию устава. В октябре 1992 года Уражцев и его сторонники провели собственный съезд и на нём исключили из «Щита» своих оппонентов. Во время событий сентября-октября 1993 года члены «Щита» В. Уражцева приняли участие в обороне «Белого дома», после чело 4 октября 1993 года деятельность союза была временно приостановлена. При этом альтернативный «Щит» Н. Московченко и В. Турчина поддерживал Б. Ельцина.
В апреле 1989 году сделал попытку участия в выборах народного депутата СССР от Пролетарского территориального избирательного округа № 20 города Москвы. Однако в самом начале окружного собрания одна из его участниц потребовала не регистрировать всех тех, кто не проживает или не работает на территории округа (Пролетарский и Таганский районы г. Москвы). Это решение устранило всех сильных кандидатов, включая Уражцева и ещё 6 человек, и было сделано в пользу «фаворита власти» директора 1-го часового завода А. С. Самсонова. Это привело к бойкоту выборов местными жителями и грандиозному предвыборному скандалу, вошедшему в историю эклекторальных манипуляций в СССР и РФ. Центризбирком сначала принял решение в пользу отвергнутых кандидатов, Уражцева и других, но через 8 дней без каких-либо объяснений было принято полностью противоположное решение.
В марте 1989 года на Программной конференции Московского Народного фронта Уражцев избран членом Координационного Совета МНФ, как лидер инициативной группы «Щит». 20 мая 1989 года на Учредительной конференции Московского народного фронта переизбран в новый состав Координационного совета, в который вместе с Уражцевым вошли ещё 12 человек: С. Б. Станкевич, А. В. Бабушкин, Б. Ю. Кагарлицкий, М. Ю. Малютин, В. А. Кондратов, М. Я. Шнейдер, О. С. Ананян, В. О. Боксёр, А. Н. Медведев, Леонид Фрумкин, Евгений Гамаюнов, а также единственный представитель несоциалистических сил И. М. Суриков. Уражцев был сторонником приоритета общедемократических требований и выступал против дискриминации несоциалистов. Летом 1989 года он и Андрей Головин пытались сформировать фракцию прагматиков в МНФ, группу «Дело».
В августе 1990 года после сложения И. К. Полозковым полномочий народного депутата СССР в предвыборную борьбу за освободившееся место включился генерал КГБ Олег Калугин. Победить на выборах ему помогла группа поддержки, в которую входил Виталий Уражцев вместе Татьяной Корягиной, Николаем Ивановым и Тельманом Гдляном.
В августе 1991 года был включён в список «лидеров демократического движения» или «самых ярких деятелей перестройки», которых по приказу председателя КГБ В. А. Крючкова следовало задержать на неопределённый срок при введении чрезвычайного положения в городе Москве. 19 августа в 7.20 утра В. А. Крючков дал указание задержать некоторых лиц из перечисленных в списке на 75-76 человек. Согласно показаниям начальника Управления «3» КГБ генерал-майора В. П. Воротникова в списке, переданном его заместителю генерал-майору Г. В. Добровольскому, были подчёркнуты фамилии 18 человек, в том числе В. Г. Уражцева. Кроме интернирования перечисленным должны были также закрыть выезд из СССР. Г. В. Добровольский руководил группой по задержанию 4-х из перечисленных восемнадцати: В. Г. Уражцева, Т. Х. Гдляна, Н. В. Просёлкова и В. Ф. Комчатова. По данным А. В. Василевского и В. В. Прибыловского Уражцев был арестован в 8 часов утра 19 августа прямо у Белого дома, но через 4 часа освобождён по распоряжению Министра обороны Д. Т. Язова. Другой источник сообщает, что сотрудники КГБ, подъехав на двух черных «Волгах», задержали Уражцева возле здания СЭВ. В «Матросской Тишине» его принять отказались, после чего Уражцева доставили в штаб ВДВ к начальнику политотдела генералу-лейтенанту В. А. Полевику, на беседе в кабинете Полевика с 9.30 до 12.00 присутствовал начальник оперативного отдела подполковник КГБ. После этого разговора Уражцев был отпущен. По требованию Уражцева ему предоставили машину с шофером в десантной форме. «Я <…> воспользоваться случаем и посмотреть обставновку в городе. Ехали мы специально с нарушением всех правил дорожного движения. <… Милиционеры> нам даже честь отдавали». Однако контроль за деятельностью Уражцева продолжался, как сообщила в своём рапорте старший лейтенант КГБ, «контролёр» Любовь Степушова, она прослушивала Уражцева и 20-21 августа.
Народный депутат СССР Тельман Гдлян, бывший полковник ВВС Николай Просёлков и народный депутат РСФСР Владимир Комчатов также были арестованы в течение 19 августа, но отпущены лишь в 7 часов утра 21-го августа. 22 августа 1991 года В. Г. Уражцев выступал в Москве на Манежной площади на митинге, посвященном победе демократии.
После провала ГКЧП вместе с мэрией Москвы призвал к созданию Национальной гвардии России. В частности, Союз социальной защиты военнослужащих и членов их семей «Щит» под руководством В. Г. Уражцева за короткие сроки отобрал около 10 тысяч добровольцев. Причём Уражцев подчеркнул на пресс-конференции 18 сентября 1991 г.: «Российская национальная гвардия будет состоять из сорока тысяч человек. Они пройдут жёсткий отбор, при котором будут учитываться и их политические взгляды».
Во время противостояния с между Ельциным и Съездом Народных депутатов РФ, вначале выступал на стороне Президента, в его поддержку накануне референдума 25 апреля 1993 г. Но позднее встал на сторону оппозиции. В октябре 1993 года участник обороны Дома Советов России.
Занимался публицистикой, был председателем союза «Щит» (Российский союз социально-правовой защиты военнослужащих, военнообязанных и членов их семей) в г. Москве.
Увлекался литературой, историей, философией, автор детских сказок и рассказов.
По мнению бывшего депутата Моссовета С. И. Белашова, В. И. Уражцев, якобы, «в 1994 году в метро был облучён сотрудниками спецслужб и погиб от лучевой болезни».
Похоронен на Востряковском кладбище (участок 110).

## Семья
- - Сын — Георгий род. 1972
- Жена —
  - Сын — Владимир, род. 1985

## Публикации
- Уражцев Виталий. История одной расписки // Вопросы литературы, № 8, 1986
- Уражцев В. История одной дружбы: [И. И. Раевский] // Литературная Россия. — 1988. — № 50. — С.21.
- Уражцев В. Лев Толстой и наш край // Приокская правда. — 1985. — 1 декабря.
- Уражцев В. Лев Толстой и рязанский край // Рязанский комсомолец. — 1988. — 10 сентября.
- Уражцев В. Г. Афоризмы — 2000. Москва: Изд. Дом «Реалист», 1999. 222 с.
- Уражцев В. Трудная любовь // МИША.-2000.-№ 5.-С.24-25.
- Виталий Уражцев: «Защищая военослужащих, мы защищаем всю Россию» [Интервью Председателя ССЗВ «Щит» В. Уражцева газете «Щит России». 1992, февраль, Москва]

## Комментарии
1. ↑  Это А. А. Нуйкин, А. И. Приставкин, Г. П. Якунин, В. А. Логунов, В. И. Олейник, В. Г. Уражцев  и седьмой кандидат в депутаты[8][9].